# Phoronis psammophila
Phoronis psammophila — вид форонід. Це морські тварини, що мешкають у трубках, які виступають з дна мілких морів по всьому світі.

## Опис
Phoronis psammophila мешкає у хітинових трубках завдовжки 10 см, черв'як може розтягуватись до 19 см. Тіло рожеве і розділенне на дві частини . Передня частина — мезосома, має порожнину (мезоцель), яка несе лофофору, яка складається з кільця 190 напівпрозорих щупалець, розташованих у підковоподібній формі, що оточують у формі півмісяця рот. Задня і більша частина тіла (метасома) і містить метацель. Кишківник має U-подібну форму. Гонади розташовані в метацелі. Є дві кровоносні судини, що проходять уздовж черевної і спинної сторін тіла з капілярами в щупальцях. Існує одне нервове волокно на лівій стороні тіла.

## Розповсюдження і місця проживання
Розповсюдження космополітичне. P. psammophila мешкає у припливній зоні і на глибині до 70 метрів. Надає перевагу підкладці з дрібного піску і помірним вмістом мулу і іноді мешкає при щільності до 20 000 особин на квадратний метр.